# 新川健三郎
新川 健三郎（しんかわ けんざぶろう、1937年5月3日 - 2016年7月1日）は、アメリカ史学者、東京大学名誉教授。

## 来歴
東京出身。1960年東京大学教養学部教養学科アメリカ分科卒業、1963年同大学院社会学研究科国際関係論修士課程修了、1963年東京大学教養学部助手、1966年辞職、米国メリーランド大学留学、1968年同大学院で博士号取得、東京女子大学短大専任講師、1971年東京大学教養学部助教授、1986年教授、1998年定年退官、名誉教授、フェリス女学院大学教授。
2000年から2年間アメリカ学会会長。叙従四位、瑞宝小綬章追贈。

## 著書

### 単著
- 『ニューデイール』（近藤出版社, 1973年）

### 共著
- （長沼秀世）『アメリカ現代史』（岩波書店, 1991年）

### 編著
- 『ドキュメント現代史（5）大恐慌とニューデイール』（平凡社, 1973年）

### 共編著
- （高橋均）『南北アメリカの500年（4）危機と改革』（青木書店, 1993年）

### 訳書
- デクスター・パーキンス『ニュー・ディール』（時事通信社［時事新書］, 1963年）
- ジョン・ケネス・ガルブレイス『経済学・平和・人物論』（河出書房新社, 1972年）
- ダニエル・J・ブアスティン『アメリカ人――大量消費社会の生活と文化（上・下）』（河出書房新社, 1976年）
- W・P・メツガー『学問の自由の歴史（2）ユニバーシティの時代』（東京大学出版会, 1980年）